# José Salazar López

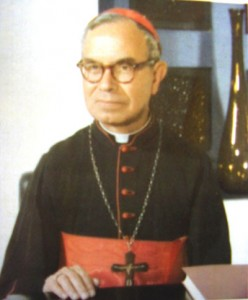
José Kardinal Salazar López

José Kardinal Salazar López (* 12. Januar 1910 in Ameca, Mexiko; † 9. Juli 1991 in Guadalajara) war Erzbischof von Guadalajara.

## Leben

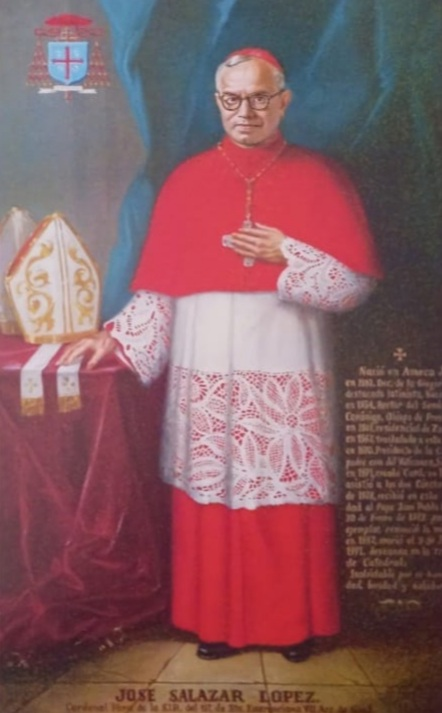
Gemälde des Kardinal mit seinem Kardinalswappen

José Salazar López studierte in Guadalajara und Rom Katholische Theologie und Philosophie. Er empfing am 26. Mai 1934 das Sakrament der Priesterweihe und arbeitete anschließend als Gemeindeseelsorger, Dozent, Studienpräfekt und Seminarleiter in seinem Heimatbistum. Im Jahre war er Apostolischer Visitator für die Priesterseminare von Puebla und Durango.
Papst Johannes XXIII. ernannte ihn am 22. Mai 1961 zum Titularbischof von Prusias ad Hypium und zum Koadjutorbischof des Bistums Zamora. Die Bischofsweihe empfing José Salazar López am 20. August desselben Jahres durch den Erzbischof von Guadalajara, José Kardinal Garibi y Rivera; Mitkonsekratoren waren der Koadjutorerzbischof von Guadalajara, Francisco Javier Nuño y Guerrero, und der Bischof von Zamora, José Gabriel Anaya y Diez de Bonilla.
Er nahm in den Jahren 1962 bis 1965 am Zweiten Vatikanischen Konzil teil und trat am 15. September 1967 die Nachfolge José Gabriel Anaya y Diez de Bonillas als Bischof von Zamora an.
Am 21. Februar 1970 ernannte ihn Papst Paul VI. zum Erzbischof von Guadalajara und nahm ihn am 5. März 1973 als Kardinalpriester mit der Titelkirche Sant’Emerenziana a Tor Fiorenza in das Kardinalskollegium auf. Salazar López war Teilnehmer am Konklave August 1978, bei dem Johannes Paul I. gewählt wurde, und am Konklave Oktober 1978, das mit der Wahl von Johannes Paul II. endete. Letzterer nahm am 15. Mai 1987 seinen Rücktritt an, den Salazar López gemäß der im Codex iuris canonici festgelegten Norm bereits 1985 mit Erreichen des 75. Lebensjahres eingereicht hatte.
José Salazar López starb am 9. Juli 1991 in Guadalajara und wurde in der dortigen Kathedrale beigesetzt.